# Сохату
Сохату (рум. Sohatu) — село у повіті Келераш в Румунії. Входить до складу комуни Сохату.
Село розташоване на відстані 34 км на схід від Бухареста, 67 км на захід від Келераші.

## Населення
За даними перепису населення 2002 року у селі проживали 2094 особи.
Національний склад населення села:
| Національність | Кількість осіб | Відсоток |
| -------------- | -------------- | -------- |
| румуни         | 2063           | 98,5%    |
| цигани         | 31             | 1,5%     |

Рідною мовою назвали:
| Мова      | Кількість осіб | Відсоток |
| --------- | -------------- | -------- |
| румунська | 2087           | 99,7%    |
| циганська | 7              | 0,3%     |